# Traité de Venlo

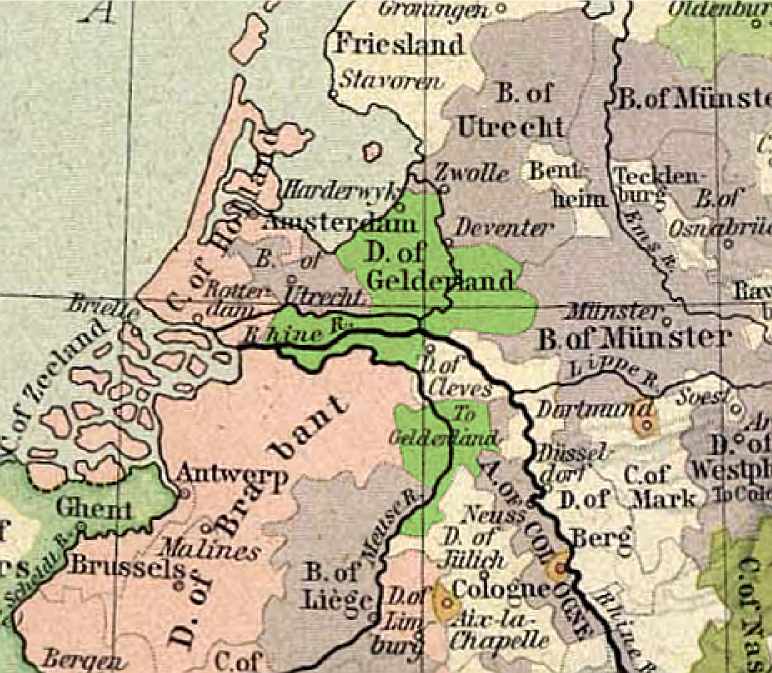
Carte du duché de Gueldre, en 1477

Le traité de Venlo du 7 septembre 1543 met fin aux guerres de Gueldre (en), commencées en 1502 avec en premier lieu Charles de Gueldre et plus tard Guillaume de Clèves, soutenus par les Français contre l'empereur Charles Quint. 
Le traité met également fin à l'indépendance du duché de Gueldre. Le duc Guillaume de Clèves dit « le Riche » cède la Gueldre et Zutphen à Charles Quint, qui les incorpore aux Pays-Bas espagnols.
Pendant plusieurs siècles, les droits, franchises et libertés accordés à la province ont été approuvés et ratifiés par les princes qui se sont succédé en tant que souverains du duché de Gueldre :
- Philippe II, le 21 avril 1556 ;
- l'archiduc Albert, le 25 août 1598 ;
- Philippe III, le 26 mai 1616 ;
- Philippe IV, le 27 mars 1623 ;
- Charles II, le 24 février 1666 ;
- l'empereur Charles VI, le 6 décembre 1719 ;
- l'impératrice Marie-Thérèse, le 18 mai 1744 ;
- l'empereur Joseph II, le 20 août 1781.

## Texte du traité (extraits)
Charles Quint promet aux États :
Art. 1. d'être un prince bon et loyal et de les conserver dans leurs privilèges ;
Art. 2. de confirmer à la Province tous les droits, franchises, exemptions, immunités, coutumes et usages, et de les laisser à chacun, tant ecclésiastique, que séculier, dans les hauteurs, juridictions, titres, documents et chartes accordés par les empereurs, rois, princes et princesses, seigneurs et dames, comme tous les prédécesseurs avaient fait à leurs inaugurations ;
Art. 8. de ne faire aucune imposition sur le pays, sauf avec consentement des États. 